# Saint-Bonnet-de-Cray
Saint-Bonnet-de-Cray è un comune francese di 443 abitanti situato nel dipartimento della Saona e Loira nella regione della Borgogna-Franca Contea.

## Società

### Evoluzione demografica
Abitanti censiti